# Liste der Biografien/Heit
Liste der Biografien |
Portal Biografien |
Personensuche
# |
A |
B |
C |
D |
E |
F |
G |
H |
I |
J |
K |
L |
M |
N |
O |
P |
Q |
R |
S |
T |
U |
V |
W |
X |
Y |
Z |
?
 
Ha |
Hd |
He |
Hi |
Hj |
Hk |
Hl |
Hm |
Hn |
Ho |
Hr |
Hs |
Ht |
Hu |
Hv |
Hw |
Hy
 
Hea |
Heb |
Hec |
Hed |
Hee |
Hef |
Heg |
Heh |
Hei |
Hej |
Hek |
Hel |
Hem |
Hen |
Heo |
Hep |
Heq |
Her |
Hes |
Het |
Heu |
Hev |
Hew |
Hex |
Hey |
Hez
 
Heia |
Heib |
Heic |
Heid |
Heie |
Heif |
Heig |
Heij |
Heik |
Heil |
Heim |
Hein |
Heip |
Heir |
Heis |
Heit |
Heix |
Heiz
Die Liste der Biografien führt alle Personen auf, die in der deutschsprachigen Wikipedia einen Artikel haben. Dieses ist eine Teilliste mit 128 Einträgen von Personen, deren Namen mit den Buchstaben „Heit“ beginnt.

## Heit
- Heit, Rene-Herbert (* 1987), österreichischer Musicaldarsteller, Schauspieler und Sänger

### Heitb
- Heitbaum, Joachim (* 1940), deutscher Chemiker und Hochschullehrer

### Heite
- Heite, Imo (* 1938), deutscher Schauspieler und Synchronsprecher
- Heitefuß, Rudolf (1928–2020), deutscher Phytomediziner
- Heiter, Leyla (* 1996), deutsche Reality-TV-Teilnehmerin
- Heiter, Mike (* 1992), deutscher Reality-TV-Teilnehmer und RapperMike Heiter (* 1992)

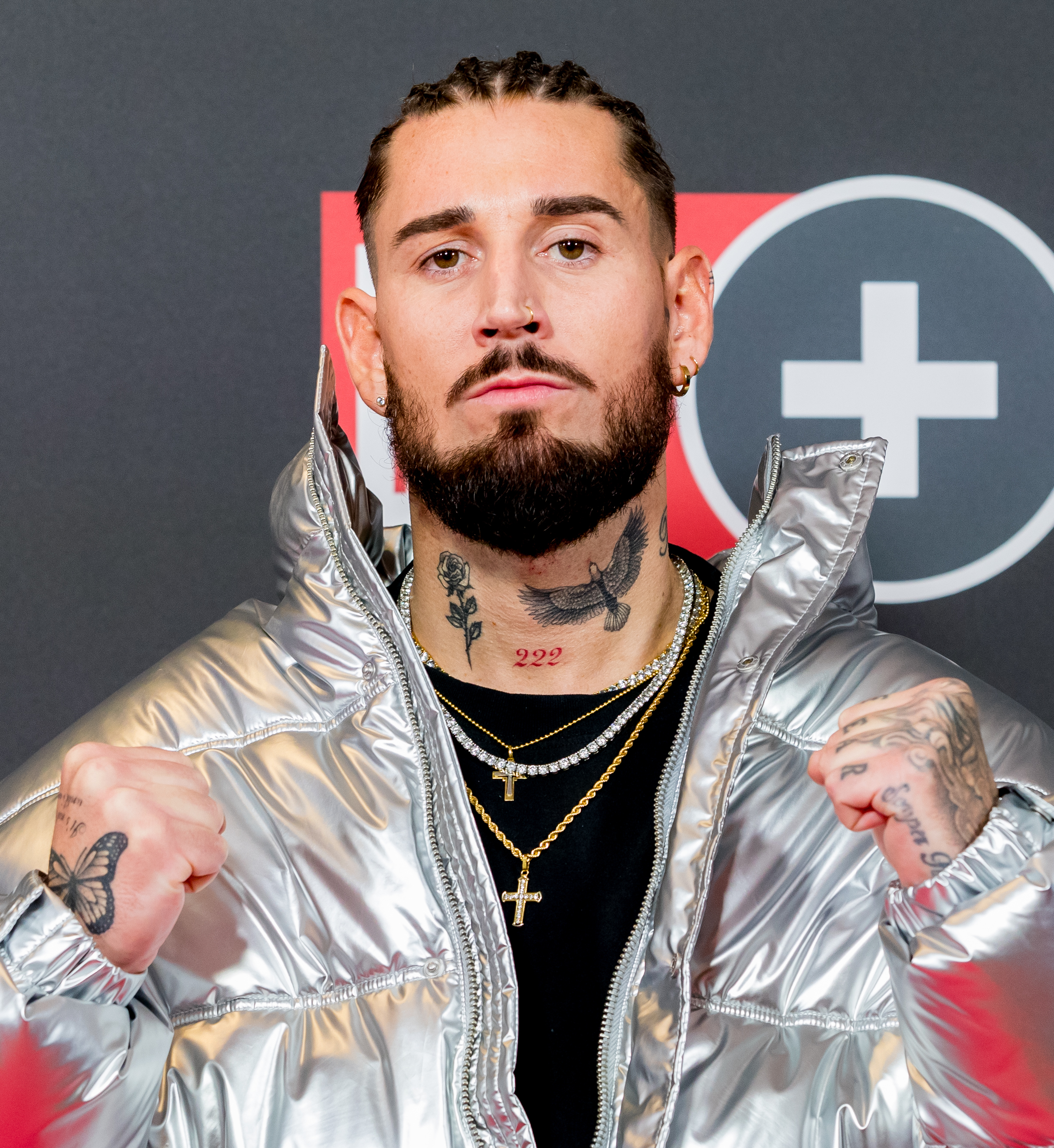
Mike Heiter (* 1992)

- Heiter, Peter (1943–2020), deutscher Kommunalpolitiker (SED) und Oberbürgermeister der Stadt Nordhausen am Harz (1985–1990)
- Heiter, Richard (1841–1899), österreichischer Theaterschauspieler

### Heitf
- Heitfeld, Henry (1859–1938), US-amerikanischer Politiker
- Heitfeld, Karl-Heinrich (* 1924), deutscher Ingenieur- und Hydrogeologe

### Heitg
- Heitger, Duke (* 1968), amerikanischer Jazzmusiker (Trompeter, Bandleader)
- Heitger, Marian (1927–2012), deutscher Erziehungswissenschaftler
- Heitgres, Franz (1906–1961), deutscher Politiker (KPD), MdHB, Senator

### Heith
- Heithecker, Friedrich Wilhelm (1804–1881), deutscher Historien- und Porträtmaler der Düsseldorfer Schule
- Heither, Dietrich (* 1964), deutscher Lehrer und Sozialwissenschaftler
- Heither, Friedrich (* 1934), deutscher Richter
- Heithold, Bradley (* 1956), US-amerikanischer Offizier, Generalleutnant der US Air Force
- Heithölter, Philipp (* 1982), deutscher Fußballspieler
- Heithuis, Henk (1935–1958), niederländischer Schüler

### Heiti
- Heiting, Manfred (* 1943), deutsch-amerikanischer Werbegestalter, Buchgestalter und Herausgeber
- Heitinga, John (* 1983), niederländischer FußballspielerJohn Heitinga (* 1983)

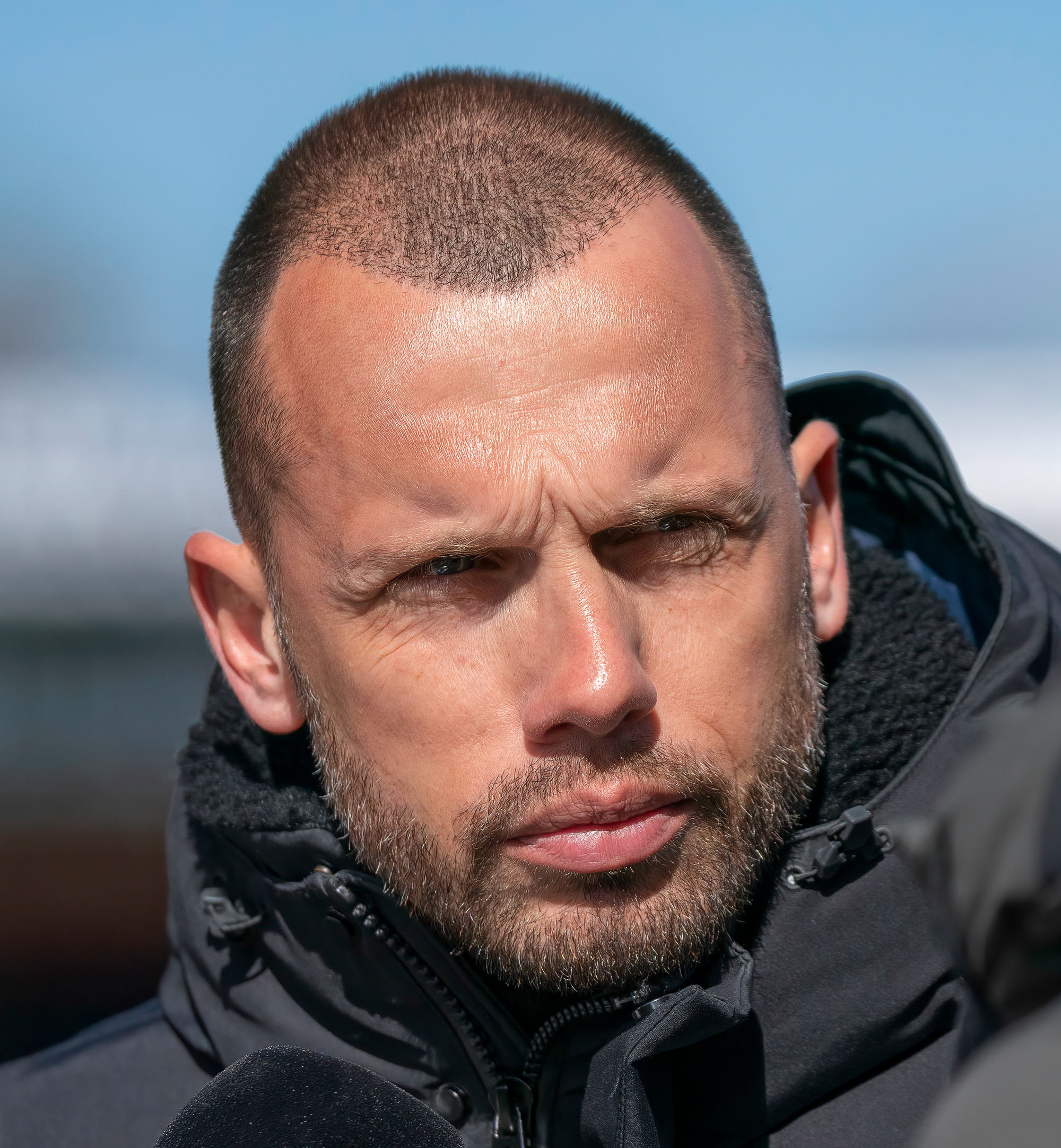
John Heitinga (* 1983)

### Heitj
- Heitjans, Albert (1914–2005), deutscher Kommunalpolitiker (CDU), Bürgermeister von Emsdetten
- Heitjans, Paul (* 1946), deutscher Physiker

### Heitk
- Heitkamp, Dirk (* 1963), deutscher Fußballspieler
- Heitkamp, Heidi (* 1955), amerikanische Politikerin und Juristin
- Heitkamp, Markus (* 1969), deutscher Autor und Herausgeber
- Heitkamp, Niclas (* 2003), deutscher Handballspieler
- Heitkamp, Werner (* 1930), deutscher Fußballspieler
- Heitkamp, Willi (1903–1988), deutscher Politiker (CDU), MdL
- Heitker, Norbert (* 1971), deutscher Regisseur von Werbefilmen und Musikvideos
- Heitkøtter, Olaf (1928–2013), norwegischer Bergwächter

### Heitl
- Heitland, Birgit (* 1963), deutsche Politikerin (CDU), MdL (Hessen)
- Heitland, Ludwig (1837–1911), deutscher Maler, Zeichner, Kupferstecher und Illustrator
- Heitler, Don (1936–2018), US-amerikanischer Jazzmusiker
- Heitler, Walter (1904–1981), deutscher PhysikerWalter Heitler (1904–1981)

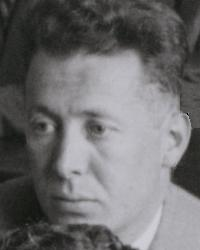
Walter Heitler (1904–1981)

- Heitling, Sabine (* 1987), brasilianische Hindernisläuferin
- Heitlinger, Georg (* 1970), deutscher Landwirt und Politiker (FDP), MdL

### Heitm
- Heitman, Joseph (* 1962), US-amerikanischer Biochemiker und Mykologe an der Duke University
- Heitmann, Adolf (1858–1946), deutscher Pädagoge und Schriftsteller
- Heitmann, Adolf (1890–1951), deutscher Politiker (SPD), MdBB
- Heitmann, Alfons (1926–2012), deutscher Fußballspieler
- Heitmann, Anja (* 1965), deutsche Fußballspielerin
- Heitmann, Anne (* 1964), deutsche Leichtathletin
- Heitmann, Annegret (* 1952), deutsche Skandinavistin
- Heitmann, August (1869–1941), deutscher Gewerkschafter und Politiker (SPD), MdL
- Heitmann, August (1907–1971), deutscher Schwimmer
- Heitmann, Axel C. (* 1959), deutscher Chemiker
- Heitmann, Bernhard (1942–2020), deutscher Kunsthistoriker und Museumskurator
- Heitmann, Carlheinz (* 1937), deutscher Schauspieler
- Heitmann, Christine (* 1937), deutsche Graphikerin und Bildhauerin
- Heitmann, Clemens (1818–1894), deutscher Richter und Parlamentarier
- Heitmann, Clemens (* 1969), deutscher Offizier, Historiker und Archivar
- Heitmann, Felix (* 1985), deutscher Kirchenmusiker und Chorleiter
- Heitmann, Friedrich (1853–1921), deutscher Architekt
- Heitmann, Fritz (1891–1953), deutscher Organist
- Heitmann, Hans (1904–1970), deutscher Lehrer und Schriftsteller
- Heitmann, Herbert (* 1901), deutscher promovierter Jurist und Bürgermeister
- Heitmann, Jan (* 1960), deutscher Historiker, Journalist und Redakteur
- Heitmann, Jan (* 1976), deutscher Pokerspieler und -trainer
- Heitmann, Joern (* 1968), deutscher Regisseur
- Heitmann, Jürgen der Ältere († 1646), deutscher Holzschnitzer und Bildhauer
- Heitmann, Jürgen der Jüngere, deutscher Holzschnitzer und Bildhauer
- Heitmann, Klaus (1930–2017), deutscher Romanist
- Heitmann, Klaus-Dieter (* 1955), deutscher Fußballspieler
- Heitmann, Klaus-Jürgen (* 1968), deutscher Wirtschaftsingenieur
- Heitmann, Linda (* 1982), deutsche Politikerin (Bündnis 90/Die Grünen), MdHB, MdBLinda Heitmann (* 1982)

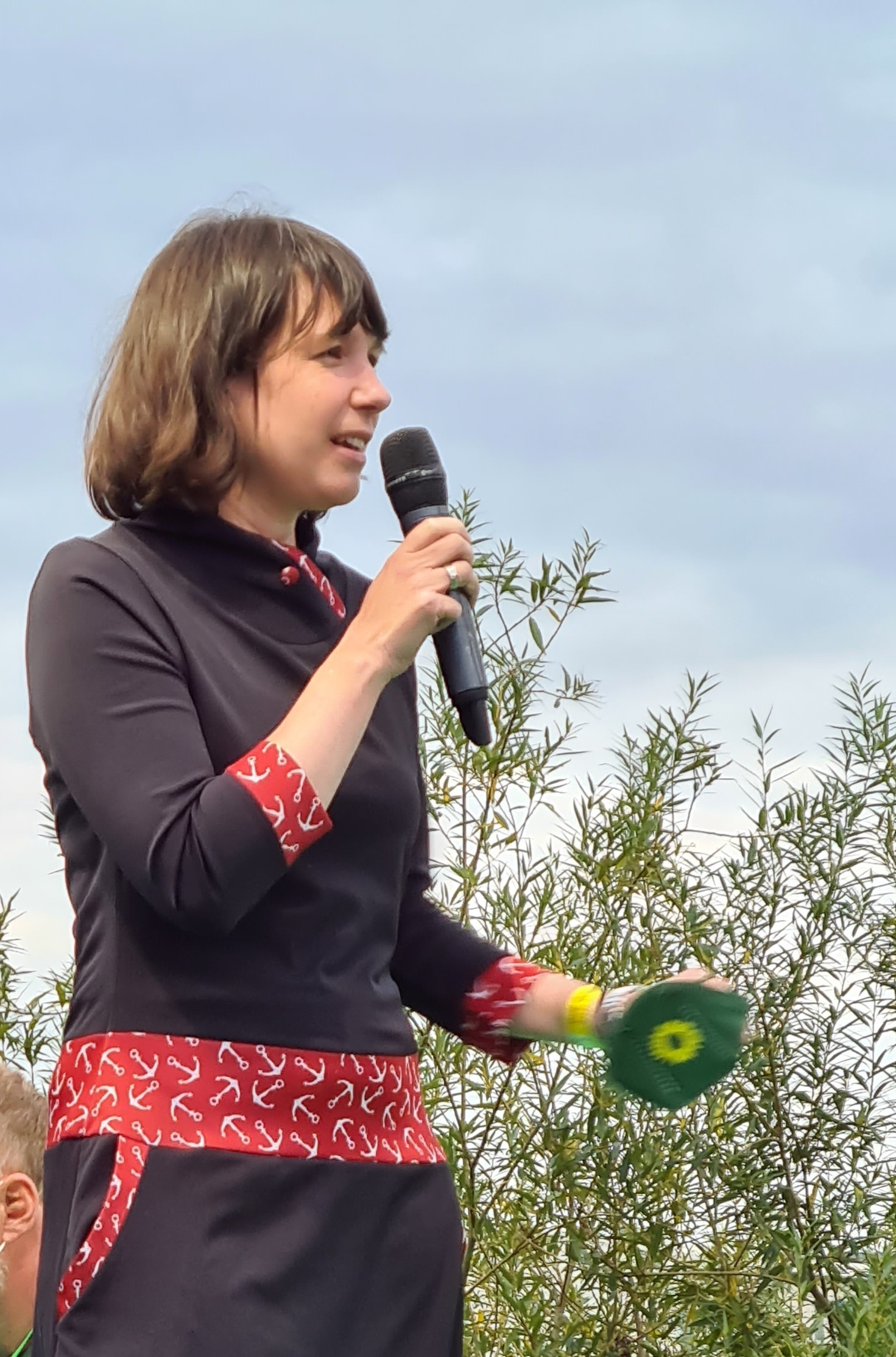
Linda Heitmann (* 1982)

- Heitmann, Ludwig (1880–1953), deutscher evangelisch-lutherischer Pastor in Hamburg
- Heitmann, Margret (* 1948), deutsche Pädagogin und wissenschaftliche Mitarbeiterin
- Heitmann, Mark (* 1976), deutscher Wirtschaftswissenschaftler
- Heitmann, Matthias (* 1971), deutscher Journalist und Autor
- Heitmann, Nanna (* 1994), deutsche Fotojournalistin und Fotografin
- Heitmann, Oliver (* 1969), deutscher Volleyballspieler
- Heitmann, Peggy (* 1964), deutsche Politikerin (AfD)
- Heitmann, Steffen (1944–2024), sächsischer Politiker (CDU); MdL und Kirchenjurist
- Heitmann, Tanja (* 1975), deutsche Fantasy-Schriftstellerin
- Heitmann, Walter (1904–1990), deutscher Trabrennfahrer, Trainer im Trabrennsport und Pferdezüchter
- Heitmann, Wilfried (* 1943), deutscher Fußballschiedsrichter
- Heitmann, Wolfgang (1943–2015), deutscher Pianist, Komponist und Musikpädagoge
- Heitmeier, Marc (* 1985), deutscher Fußballspieler
- Heitmeier, Wolfgang (* 1950), deutscher Politiker der FWG
- Heitmeyer, Jayne (* 1960), kanadische Schauspielerin
- Heitmeyer, Wilhelm (* 1945), deutscher Pädagoge, Hochschullehrer und AutorWilhelm Heitmeyer (* 1945)

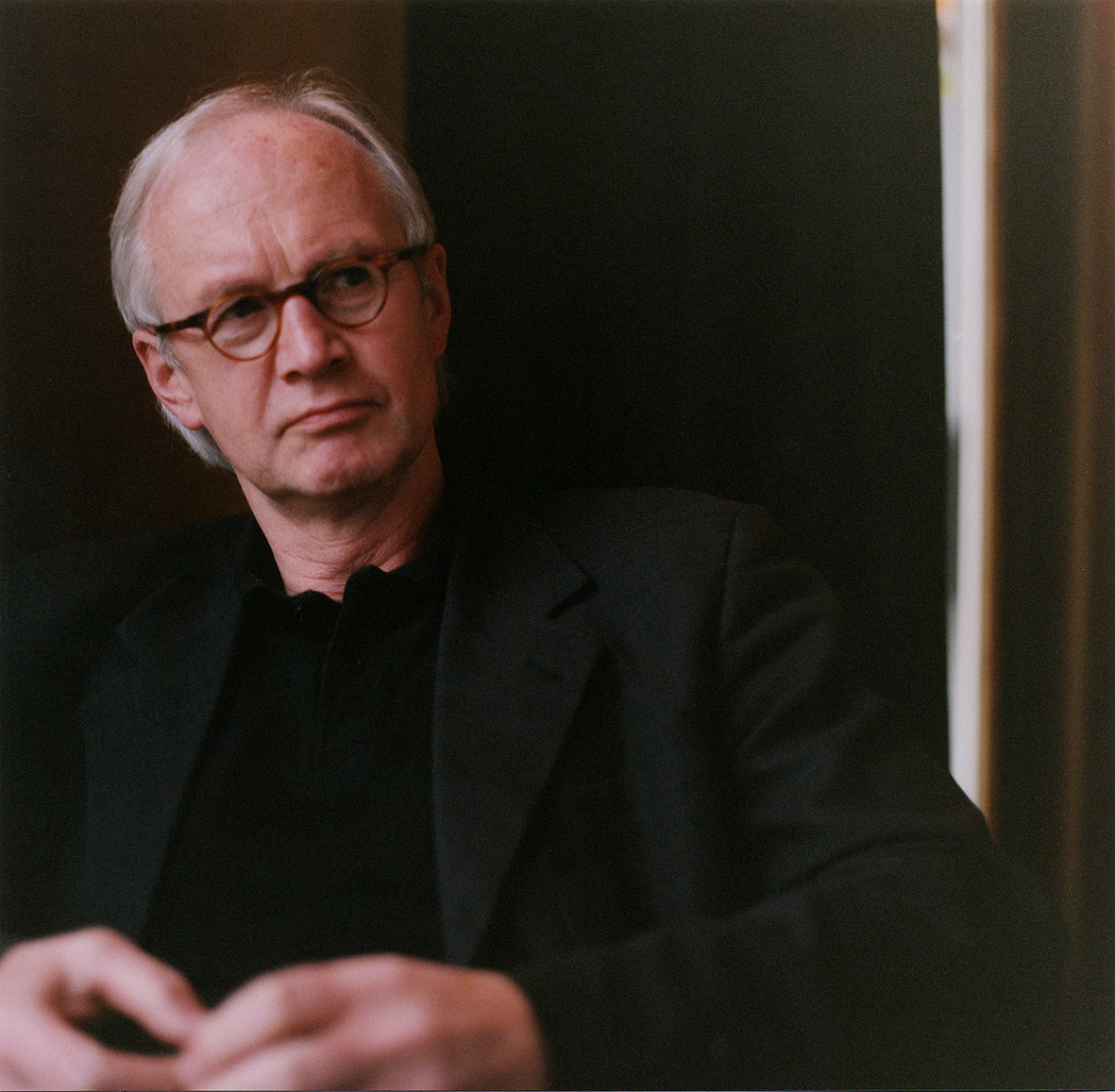
Wilhelm Heitmeyer (* 1945)

- Heitmüller, August (1873–1935), deutscher Maler und Graphiker, Mitbegründer der Hannoverschen Sezession
- Heitmüller, Friedrich (1888–1965), deutscher Pastor im Bund Freier evangelischer Gemeinden in Deutschland und Direktor des Krankenhauses ELIM in Hamburg
- Heitmüller, Hans-Michael (1944–2022), deutscher Manager
- Heitmüller, Heinrich (1801–1846), deutscher Theaterschauspieler und Opernsänger (Bass)
- Heitmüller, Heinrich (1862–1932), deutscher Hofbesitzer und Politiker (DNVP)
- Heitmüller, Karl (1864–1951), deutscher Zahnmediziner
- Heitmüller, Walther (1900–1945), deutscher Politiker (NSDAP), MdR und SA-Führer
- Heitmüller, Wilhelm (1869–1926), deutscher evangelischer Theologe
- Heitmüller, Wilhelm (1909–1948), deutscher Wirtschaftswissenschaftler, Hörfunkjournalist und Sachbuchautor
- Heitmüller, Willy (1907–1941), deutscher Berufsschullehrer und nationalsozialistischer Funktionär

### Heito
- Heitor, Manuel (* 1958), portugiesischer Politiker und Ingenieur

### Heits
- Heitsch, Ernst (1928–2019), deutscher klassischer Philologe
- Heitsch, Heinrich (1916–1986), deutscher Generalleutnant der Nationalen Volksarmee der DDR
- Heitsch, Louis (1866–1921), deutscher Bildhauer und Kunstpädagoge
- Heitschmidt, Arthur (1893–1963), deutscher Politiker (FDP, DPS), MdL

### Heitz
- Heitz, Armin (* 1959), deutscher Jazzmusiker
- Heitz, Bernhard (* 1942), altkatholischer Bischof Österreichs
- Heitz, Berthold (1900–1987), deutscher Unternehmer und Politiker (FDP)
- Heitz, Christian (1942–2006), Schweizer Botaniker, Lehrer und Sachbuchautor
- Heitz, Emil (1825–1890), deutscher Klassischer Philologe, Kanoniker und Hochschullehrer
- Heitz, Emil (1892–1965), deutsch-schweizerischer Botaniker, Zytogenetiker
- Heitz, Gerhard (1925–2021), deutscher Historiker
- Heitz, Hans Max (1878–1957), Schweizer Jurist, Politiker und Oberst
- Heitz, Karl (1900–1977), deutscher Kommunalpolitiker, Oberbürgermeister von Offenburg und Jurist
- Heitz, Markus (* 1971), deutscher Fantasy- und Science-Fiction-AutorMarkus Heitz (* 1971)

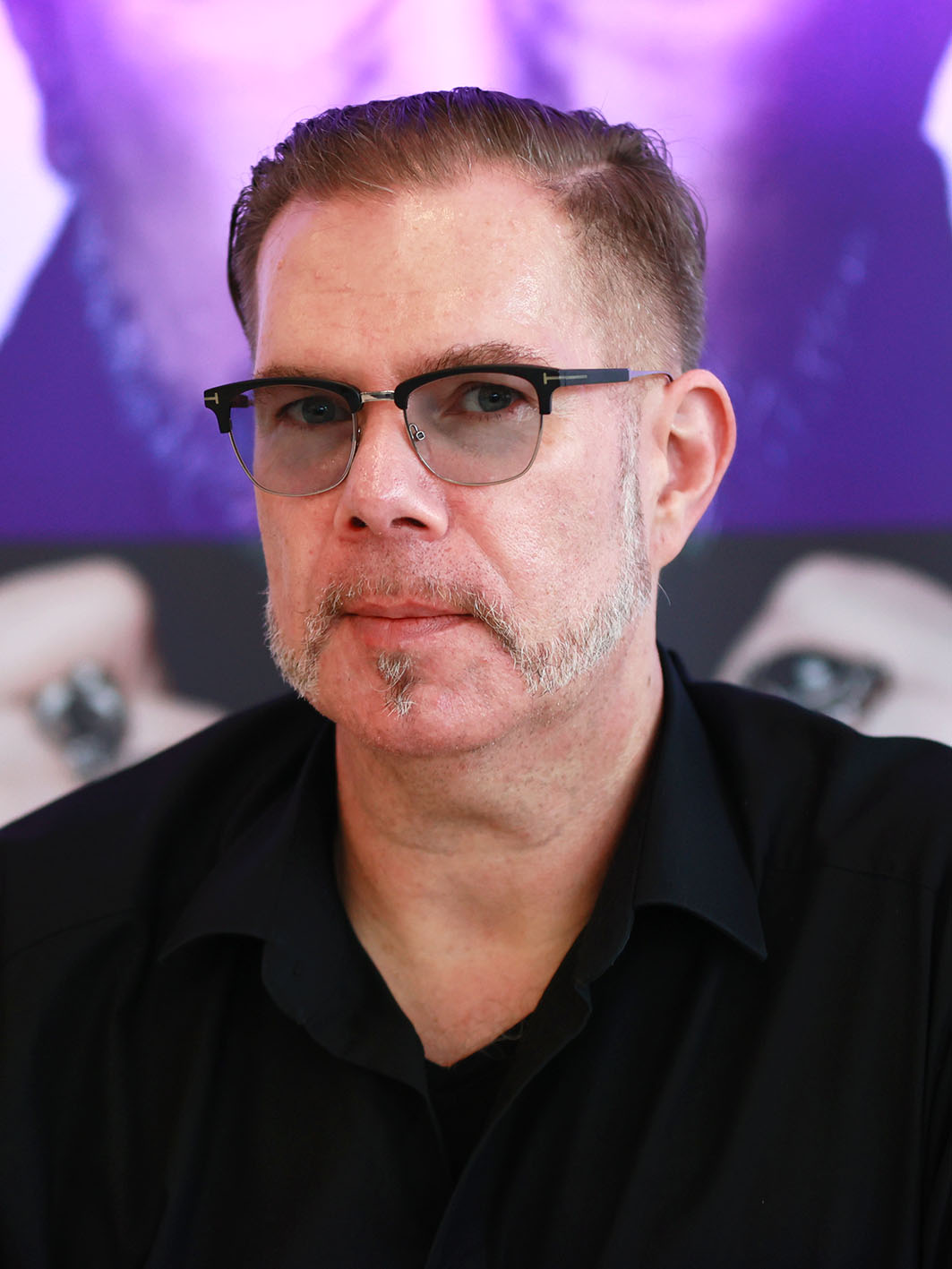
Markus Heitz (* 1971)

- Heitz, Philipp U. (* 1939), Schweizer Pathologe
- Heitz, Renate (* 1970), österreichische Politikerin, Landtagsabgeordnete von Oberösterreich
- Heitz, Robert (1895–1984), französischer Jurist, Maler, Journalist und Politiker
- Heitz, Roland (* 1957), deutscher Schauspieler und Theaterregisseur
- Heitz, Sergius (1908–1998), deutsch-französischer römisch-katholischer und später orthodoxer Priester und Theologe
- Heitz, Siegfried (1929–2020), deutscher Geodät
- Heitz, Thomas (* 1957), deutscher Jurist, Richter am Bundesverwaltungsgericht
- Heitz, Walter (1878–1944), deutscher Generaloberst im Zweiten WeltkriegWalter Heitz (1878–1944)

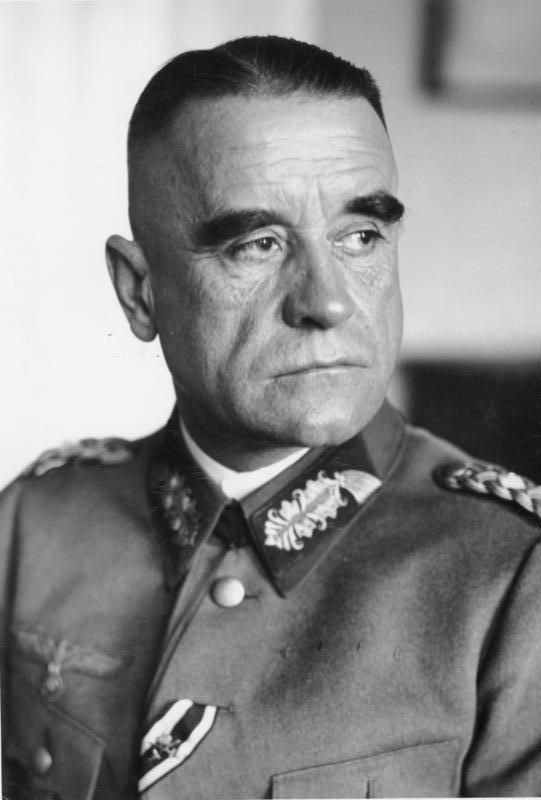
Walter Heitz (1878–1944)

- Heitz-Frey, Leni (1928–1998), Schweizer Zeichenlehrerin, Malerin und Holzschneiderin
- Heitzenröther, Horst (1921–2023), deutscher Publizist und Dramaturg
- Heitzer, Bernhard (* 1949), deutscher Regierungsbeamter und Präsident mehrerer Bundesbehörden
- Heitzer, Heinz (1928–1993), deutscher Historiker
- Heitzer, Lorenz (1858–1919), deutscher Pädagoge und Schriftsteller
- Heitzer, Petrus (1777–1847), deutscher Karmelit
- Heitzer, Regine (* 1944), österreichische Eiskunstläuferin
- Heitzer, Vincent (* 1979), deutscher Kirchenmusiker und Domkapellmeister
- Heitzig, Heinrich (1849–1905), deutscher Politiker (NLP), MdL (Königreich Sachsen)
- Heitzinger, Johann (1879–1947), österreichischer Politiker (CS), Landtagsabgeordneter, Abgeordneter zum Nationalrat
- Heitzler, Karl (1839–1923), österreichischer Politiker
- Heitzmann, Christian (* 1965), deutscher Philologe und Historiker
- Heitzmann, Karin (* 1970), österreichische Sozialwissenschaftlerin